# Hymenophyllum tegularis
Hymenophyllum tegularis là một loài thực vật có mạch trong họ Hymenophyllaceae. Loài này được (Desv.) Proctor & Lourteig miêu tả khoa học đầu tiên năm 1990.